# Neujahrskonzert der Wiener Philharmoniker 1973
Das Neujahrskonzert der Wiener Philharmoniker 1973 war das 33. Neujahrskonzert der Wiener Philharmoniker und fand am 1. Jänner 1973 im Goldenen Saal des Wiener Musikvereins statt. Dirigiert wurde es zum 19. Mal von Willi Boskovsky, der diese Institution 1941 schon als Konzertmeister der Wiener Philharmoniker mit ins Leben gerufen hatte. 

## Zusammenfassung
Streng genommen war es das 34. Konzert zum Jahreswechsel – denn zur Jahreswende 1939/40 gab es bereits ein Außerordentliches Konzert der Wiener Philharmoniker, welches allerdings am Silvesterabend 1939 stattfand –, aber erst seit 1946 – seit dem erstmaligen Dirigat von Josef Krips – trägt das Konzert den Titel Neujahrskonzert der Wiener Philharmoniker: Unter diesem Namen war es das nunmehr 28. mit diesem Titel. Willi Boskovsky stand, wie bereits seit 1955 auf Grund seiner einstimmigen Wahl durch die Orchestermitglieder als ständiger Dirigent des Neujahrskonzertes am Pult.
 Willi Boskovsky bleibt in Erinnerung, dass er das Konzert im Wesentlichen mit seinem Geigenbogen leitete und seine Violine, vornehmlich in die Hüfte gestützt (ansonsten lag sie griffbereit auf einem kleinen Tischchen neben dem Dirigierpult), immer wieder ans Kinn nahm, um seinen eigenen Schwung in das Orchester zu übertragen, er nutzte nur selten einen Dirigentenstab.
Einzelne Musikstücke wurden wieder mit Ballettaufnahmen unterlegt: Es tanzten Mitglieder des Balletts der Wiener Staatsoper, die Choreographie übernahm Alois Mitterhuber.
Das Konzert wurde mit seinem zweiten Teil im Fernsehen übertragen, die Produktion übernahmen erneut, wie seit 1970 jährlich, der Österreichische Rundfunk (ORF) und das Zweite Deutsche Fernsehen (ZDF) gemeinsam, die Regie führte erneut Hermann Lanske. Es war das achte Neujahrskonzert, dessen zweiter Teil in Kooperation von Eurovision (für diesen Verbund war es die 14. Übertragung) und Intervision, dem Fernsehverbund der damaligen sozialistischen Staaten, im Fernsehen übertragen wurde. Ausgestrahlt wurde das Neujahrskonzert 1973 über Eurovision neben Österreich in Belgien, der Bundesrepublik Deutschland, in Dänemark, Finnland, Frankreich, Großbritannien, Irland, Island, Italien, Jugoslawien, Luxemburg, der Niederlande, Norwegen, in Portugal, Schweden und der Schweiz.
Über Intervision waren 1973 dabei: Albanien, ČSSR, DDR, Polen, Rumänien und Ungarn.
1973 begannen die regelmäßigen Fernsehübertragungen weltweit, die seitdem fester Bestandteil der Neujahrskonzerte sind, zunächst der zweite Teil, ab 1991 dann das gesamte Konzert. In andere nicht-europäische Staaten (nach 1970 erst- und einmalig Australien, 1971 keine und 1972 vier nicht-europäische Staaten) wurde dieses Konzert von 1973 (in alphabetischer Reihenfolge) nach Algerien, Argentinien, Australien, Chile, Costa Rica, Ecuador, El Salvador, Guatemala, Honduras, Hongkong, Israel, Japan, (Süd-)Korea, Marokko, Mauritius, Mexiko, Peru, Singapur, Taiwan, Uruguay, den Vereinigten Staaten und Venezuela übertragen. Die Fernsehübertragung des zweiten Teils des Neujahrskonzertes wurde demzufolge in 39 Staaten original ausgestrahlt, die bis dahin größte erreichte Reichweite eines Neujahrskonzertes.

## Programm

### 1. Teil
1. Johann Strauss (Sohn): Ouvertüre zur Operette Der Zigeunerbaron
2. Josef Strauss: Sphärenklänge, Walzer, op. 235
3. Johann Strauss (Vater): Piefke und Pufke, Polka, op. 235
4. Eduard Strauß: Luftig und duftig, Polka schnell, op. 206*
5. Johann Strauss (Sohn): Liebeslieder, Walzer, op. 114
6. Johann Strauss (Sohn): Spanischer Marsch, op. 433
7. Johann Strauss (Sohn): Tritsch-Tratsch, Polka schnell (sic)**, op. 214

### 2. Teil
1. Johann Strauss (Sohn): Ouvertüre zur Operette Der Carneval in Rom*
2. Johann Strauss (Sohn): Herzenskönigin, Polka française, op. 445*
3. Johann Strauss (Sohn): Künstlerleben, Walzer, op. 316
4. Johann Strauss (Sohn): Lob der Frauen, Polka mazur, op. 315*
5. Johann Strauss (Sohn): Freikugeln, Polka schnell, op. 326
6. Johann Strauss (Sohn): Im Krapfenwaldl, Polka française, op. 336
7. Eduard Strauß: Ohne Bremse, Polka schnell, op. 238*
8. Josef Strauss: Delirien, Walzer, op. 212
9. Josef Strauss: Auf Ferienreisen, Polka schnell, op. 133

### Zugaben
1. Johann Strauss (Sohn): Éljen a Magyar!, Polka schnell, op. 332
2. Johann Strauss (Sohn): An der schönen blauen Donau, Walzer, op. 314
3. Johann Strauss (Vater): Radetzky-Marsch, op. 228

Werkliste und Reihenfolge sind der Website der Wiener Philharmoniker entnommen.
Die mit * gekennzeichneten Werke standen erstmals in einem Programm eines Neujahrskonzertes.
**Die Tritsch-tratsch-Polka ist keine „Polka schnell“ (Schnellpolka) im eigentlichen Sinn, diese Bezeichnung wird von Johann Strauss (Sohn) erst ab op. 281 (Vergnügungszug (Polka schnell)) gebraucht.

## Besetzung (Auswahl)
- Willi Boskovsky, Dirigent
- Wiener Philharmoniker